# Norderstedt
Norderstedt är en stad i det tyska distriktet (Landkreis) Segeberg i förbundslandet Schleswig-Holstein. Den är en förort till Hamburg och har cirka 83 000 invånare. Norderstedt ligger vid Hamburgs norra gräns och är den största staden i distriktet men inte dess huvudort.
Staden bildades så sent som 1970 som en sammanslutning av kommunerna Friedrichsgabe, Garstedt, Harksheide och Glashütte.[källa behövs] Dessa samhällen hade vuxit under 1940-talet på grund av strömmen av flyktingar från tidigare tyska regioner (Ostpreussen och Övre Schlesien) och till följd av att många personer från Hamburg flyttade dit. Vid orternas förenande byggdes även ett nytt förvaltningscentrum med rådhus.
Norderstedt är anslutet till Hamburgs tunnelbana.